# 차리석

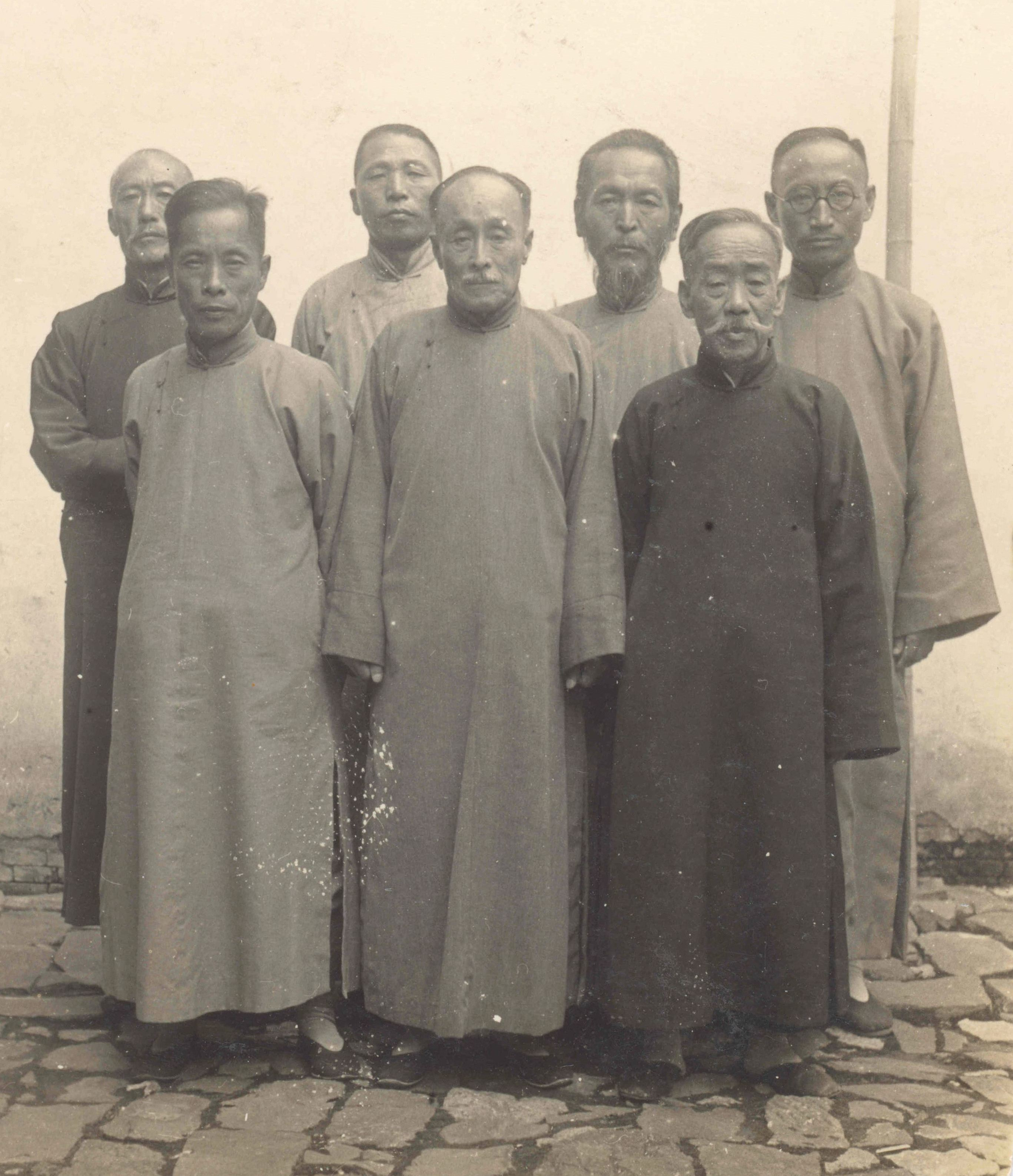
임정 요인들 오른쪽 뒷줄 첫번째가 차리석, 뒷줄 좌로부터 송병조, 김구, 조성환,로우 조완구, 이동녕, 이시영

차리석(車利錫, 1881년 ~ 1945년 9월 9일)은 한국의 독립운동가이다. 대한민국 임시정부에서 주로 활동하였다. 일명은 서입환(徐立煥)이고 호는 동암(東岩)이다. 평안북도 선천군 출신.

## 생애
1881년 7월 27일 평안남도 선천군에서 아버지 차시헌(車始軒)과 어머니 서시은(徐始恩)의 4남 2녀중 셋째아들로 출생하였다. 본관은 연안(延安)이다.
어려서 한학을 수학하고 1900년 평양 숭실학교 정규중등과정 5년제에 입학하여 1904년 제1회로 졸업하였다.
1908년 도산 안창호가 설립한 대성학교 교사로 부임하여 후학 양성에 힘쓰며, 안창호와 양기탁이 주도한 신민회 평양지회 평의원으로 활동하였다.
1911년 초대총독인 데라우치총독 암살 모의사건인 신민회 105인 사건으로 투옥되어 일제로부터 8년을 언도받고 3년을 복역하였다. 3·1 운동 이후 1919년 상해로 망명하여 독립당 간부로 활동하였다.
1921년 대한민국 임시정부의 독립신문 편집국장을 역임했으며, 1922년 시사책진회와 흥사단 원동위원부에 참여하였다. 1932년 대한민국 임시정부 국무위원 등을 역임했다.

1943년 5월 중경에서 열린 '재중 한인대회'에서. 사진 왼 쪽이 우사 김규식. 두 번째 줄 오른쪽에서 두 번째가 차리석

맨 앞줄 좌로부터 (박찬익, 조완구, 김구, 이시영, 차이석
두 번째 줄 맨 왼쪽 성주식, 오른쪽 김붕준
맨 뒷줄 왼쪽부터 조성환, 조소앙, 이청천, 이범석, 이름.

1935년 11월 대한민국 임시정부 비서장에 선출되었다. 1939년 10월 25일 대한민국 임시정부 국무위원에 선출되었다. 1940년 9월 대한민국 임시정부 국무위원 겸 비서장에 선출되었고, 1944년 4월 다시 대한민국 임시정부 국무위원겸 비서장에 재선되었다.
1945년 8월 쓰촨성 중경에서 광복 소식을 접하고 환국준비로 인한 과로로 9월 5일에 쓰러져 병원에 입원하였다. 9월 9일 환국 직전 사망하였다. 사망하기 직전 ”광복이 되었는데 왜 귀국하지 못하고 죽어야 하느냐“며 병상에서 애통해 했다 한다.

## 사후 평가
| “ | 차리석 선생은 해외 혁명운동자 가운데 특히 강력한 정신력을 소유하시기로 유명했다. 탁월한 사무처리의 능력이나 병 중에서도 최후의 일각까지 맡으신 사명을 완수한 강한 책임감은 한국 독립운동에 피가 되고 살이 되었다 해도 과언이 아니다. 1948년 사회장 당시 이시영, 김구의 추모담 중에서 | ” |

대한민국 정부에 의해 1962년에 독립장이 서훈되었고, 1995년 9월의 이 달의 독립운동가에 선정되었다.

## 가족
차리석은 본처 강리성(康利聖,1879년 출생)과 1899년 결혼하여 일찍이 4남을 얻었으나 어려서 잃고, 슬하에 1911년 영애와 1918년 영희 두딸을 얻었다, 부인 강리성은 일제의 핍박을 피해 차리석의 부름에 1922년에 중국 상하이로 두 딸과 함께 가서 생계를 잇기 위하여 밥집을 하며 물심양면으로 윤봉길, 이봉창의사 등의 비밀결사 장소를 제공하고 비밀을 유지하였다.
강리성은 1932년 홍커우공원 천장절 기념식에서 윤봉길의사 폭탄투척 성공으로 혈안이 된 일본이 상하이 임시정부 요인들에 대한 체포명령을 내리자 항저우로 임시정부를 옮긴 후 유랑의 길을 걷던 중 1937년 중일전쟁이 발발함에 따라 1940년경 둘째딸 차영희만 데리고 평양으로 돌아와 일제 감시하에 해방 때까지 고초를 당하였다.
첫째딸 차영애는 부친 차리석과 함께 인성학교 교원 등으로 중국에 남아 사실혼 진장권(1935.1.5.결혼, 중국)과 독립운동을 하였다.
본처인 강리성 여사는 해방 후 서울 마포구 연희동 498번지에서 둘째딸 차영희의 가족과 함께 생활하다가 1961년 4월 14일 사망했다. 1961년 4월 18일 효창원 애국선열 묘역에 자리한 차리석 묘소에 합장(1961년 4월 16일 동아일보 부고, 민족문제연구소 2018.11.26. 효창원 수난사는 왜 해방 이후에도 지속되었나? – 효창공원, 결국 애국선열묘역으로 남다. 식민지 비망록 41. 이순우 책임연구원 참조)되었다.
중국에서 본부인 강리성과 부득이 떨어져 지내던 차리석은 31세 과부인 홍매영과의 사이에서 1944년 서자 영조를 낳았다.
독립운동가 차리석의 첩 홍매영과 서자아들 차영조 모자는 광복 직후 차리석이 사망하고 귀국해 서울에서 지내다. 6.25 동란 때 피난지 충남 부여에서 힘들게 살았다. 그러다가 1963년 당시 외무장관이던 최덕신을 만나 장관 공관의 부속실에 들어가 생활했다. 독립운동 하던 임정시절부터 알고 지낸 사이였다.
최덕신은 차영조를 2년제 야간 고등공민학교에 넣어주었고 졸업하자 대경상업고등학교에 편입시켜주었다. 장관 퇴임 후 사저로 돌아갈 때도 차영조 모자와 함께했다. 최덕신의 어머니뿐 아니라 부인 류미영도 이들 모자를 잘 챙겨주었다. 최덕신이 서독대사로 간 후에도 모자는 최덕신의 자택에서 지냈다.

## 이영훈, 독립운동가 차리석의 후손 사칭
서울대 경제학과 교수 출신인 이영훈 이승만 학당 교장이 2019년 자신이 독립운동가 차리석 선생의 외증손이라 주장했다. 하지만 차리석의 서자인 차영조는 이영훈은 차리석 선생의 외증손자가 아니다고 밝혔다. 차리석 선생의 서자인 차영조 독립유공자유족회 선생은 MBC와의 인터뷰에서 “큰아버지의 둘째 딸의 딸과 30년전부터 교류하고 있는데 그분(이양자교수)에게 확인했더니 이영훈 명예교수는 나의 큰아버지의 외증손자일 뿐이다. 차리석 선생의 외증손자가 아니다”라고 밝혔다.
이에 대해 이영훈은 “고(故) 차리석 선생은 자신의 외조모의 둘째 숙부로, 외외증종조부라 해야 마땅하나 줄여서 외증조부라 했다”고 해명했다. 차리석 선생의 직계 후손이 아닌 선생의 큰형인 차원석씨의 외증손자다. 즉 차원석씨의 딸의 딸의 아들이 이영훈이라는 것이다.

## 같이 보기
- 대한민국임시정부
- 숭실중학교
- 김구
- 김규식
- 박찬익
- 송병조
- 안창호
- 유동렬
- 이승만
- 이동녕
- 양기탁
- 조만식
- 조성환
- 최동오
- 홍진